# Mystus celator
Mystus celator — вид сомоподібних риб з родини Bagridae. Описаний у 2023 році.

## Етимологія
Видова назва походить від латинського іменника celator, що означає «замаскований», і використовується як натяк на його близьку подібність до Mystus pulcher (і помилкове ототожнення з ним).

## Поширення
Ендемік М'янми. Поширений у басейні річки Іраваді на півночі країни.

## Опис
Його можна відрізнити від інших видів поєднанням трьох однакових темних поздовжніх смуг, розділених двома блідими проміжками з боків тіла; кругла темна барабанна пляма; яйцевидна темна пляма на хвостовій ніжці; довжина жирово-плавцевої основи 18,0–23,3 % SL; кут передорсального профілю 21–24°; заднє черепне джерельце не досягає основи надпотиличного відростка; 25–30 граблин на першій гілковій дузі; і 35–36 хребців.